# 28661 Jimdickens
28661 Jimdickens è un asteroide della fascia principale. Scoperto nel 2000, presenta un'orbita caratterizzata da un semiasse maggiore pari a 2,9370164 UA e da un'eccentricità di 0,0891884, inclinata di 1,96483° rispetto all'eclittica.